# 카사미노산
카사미노산(Casamino acids)은 아미노산과 카세인의 산성 가수분해로 얻은 아주 작은 펩타이드의 혼합물이다. 카사미노산은 일반적으로 미생물 성장 배지에사용된다. 카사미노산은 트립토판을 제외한 모든 필수 아미노산을 가지고 있으며, 황산이나 염산으로 소화시키면 대부분 파괴된다.
카사미노산은 트립토판과 유사하지만, 전자는 주로 자유 아미노산인 반면, 후자는 몇몇 올리고 펩타이드가 남아있는 불완전한 효소 가수분해라는 차이점이 있다.

## 용도
카사미노산은 Daptacel사의 DTaP 백신이나 다른 제품들을 생산할 때 사용된다.  카사미노산은 카제인의 염산 가수분해 생성물이다. 이는 완전히 가수분해된 단백질 질소 공급원이다. 카사미노산에는 소량의 시스틴이 들어 있다. 트립토판과 비타민은 산 처리에 의해 파괴된다. 나머지 다양한 양으로 존재하는 아미노산은 다양한 미생물의 영양원이 된다. 이 아미노산은 매우 가용성이 높으며 조직 배양에 사용하기에 적합하다. 소금 함량은 일반적으로 30-40%이다.

## 외관
- 흰색에서 황갈색, 균일하며, 자유롭게 흐르는 분말
- 용해도 (2%)
- 무색 내지 밝은 노란색 , 용액에서는 투명